# Gustav Hermann Julius Lipsius
Gustav Hermann Julius Lipsius (* 15. Juli 1802 in Großhennersdorf; † 4. Dezember 1841 in Bernstadt a. d. Eigen) war ein evangelisch-lutherischer Pfarrer.

## Leben
Lipsius wurde 1802 in Großhennersdorf geboren. Sein Vater war der Oberpfarrer Adolph Gottfried Wilhelm Lipsius; der spätere Theologe und Rektor Karl Heinrich Adelbert Lipsius war sein Bruder.
Von 1815 bis 1821 besuchte er das Gymnasium zu Zittau. Anschließend studierte er bis 1824 Philosophie bei Wilhelm Traugott Krug, Pädagogik und Theologie bei Johann August Heinrich Tittmann und Heinrich Gottlieb Tzschirner an der Universität Leipzig. Von 1825 bis 1828 war er Hauslehrer in Leipzig. Er wurde 1829 Diakon in Großhennersdorf, 1833 Archidiakon in Löbau und Pfarrer in Lawalde. Im Jahr 1841 wurde er Oberpfarrer in Bernstadt. Er ehelichte Mariane Fanny Rost, Tochter von Friedrich Wilhelm Ehrenfried Rost, seinerzeit Rektor der Thomasschule zu Leipzig, mit der er zwei Kinder zeugte.
Am 4. Dezember 1841 verstarb er in Bernstadt a. d. Eigen an einem Gallenfieber.